# Ceratonyx satanaria
Ceratonyx satanaria là một loài bướm đêm trong họ Geometridae.